# Madison House
Madison House, kallas även 126 Madison Avenue och 15 East 30th Street, är en skyskrapa som ligger på Manhattan i New York, New York i USA.
Byggnaden uppfördes mellan 2017 och 2022 som en fastighet för bostäder. Den är 245,4 meter hög och har 56 våningar.